# Seconda battaglia di Salvador de Bahia
La seconda battaglia di Salvador de Bahia (indicata talvolta anche come quarta battaglia di Bahia) fu uno scontro militare tra la Repubblica delle Sette Province Unite e la marina dell'impero portoghese.
Dopo il fallimento della prima battaglia di Salvador de Bahia, il principe Giovanni Maurizio di Nassau-Siegen, supportato da 30 navi guidate da Johan van der Mast, riprovò l'impresa di conquistare la città di Salvador de Bahia, difesa da Giovanni Vincenzo Sanfelice e da Luís Barbalho. Il comandante olandese, tuttavia, era ancora convinto che la strategia di un attacco diretto a Bahia avrebbe consentito di conquistare facilmente la città, ma ancora una volta partì dalla sua base con un numero inadeguato di uomini al seguito (secondo stime ne sarebbero stati necessari 6000 e quelli iniziali a disposizione degli olandesi furono appena 2500).
Inizialmente Giovanni Maurizoo, col suo consiglio di guerra, prese la decisione di inviare Jan Lichthart nell'area di Bahia con una spedizione per distruggere le ricche piantagioni di zucchero nell'entroterra di Salvador come rappresaglia per i danni che i combattenti portoghesi avevano causato alle piantagioni nell'area olandese. Alla fine, l'esercito di Lichthart riuscì a distruggere 27 zuccherifici in tutto nella zona di Salvador de Bahia, ma quando puntò direttamente sulla città si accorse che da nordest stavano giungendo sul posto degli uomini comandati da Barbalho e l'attacco fu abbandonato. Gli olandesi provarono ad attaccare altre città costiere come Espirito Santo, ma vennero respinti ed abbandonarono l'impresa.
Come nello scontro precedente, ad ogni modo, la battaglia venne vinta dagli ispano-portoghesi.